# Friedrich Alfred Krupp
Pour les articles homonymes, voir Krupp.
Friedrich Alfred Krupp, né le 17 février 1854 à Essen, et mort le 22 novembre 1902 dans la même ville, est un industriel et homme politique allemand. Il est le fils d'Alfred Krupp, dont il hérita les fonderies en 1887.

## Biographie

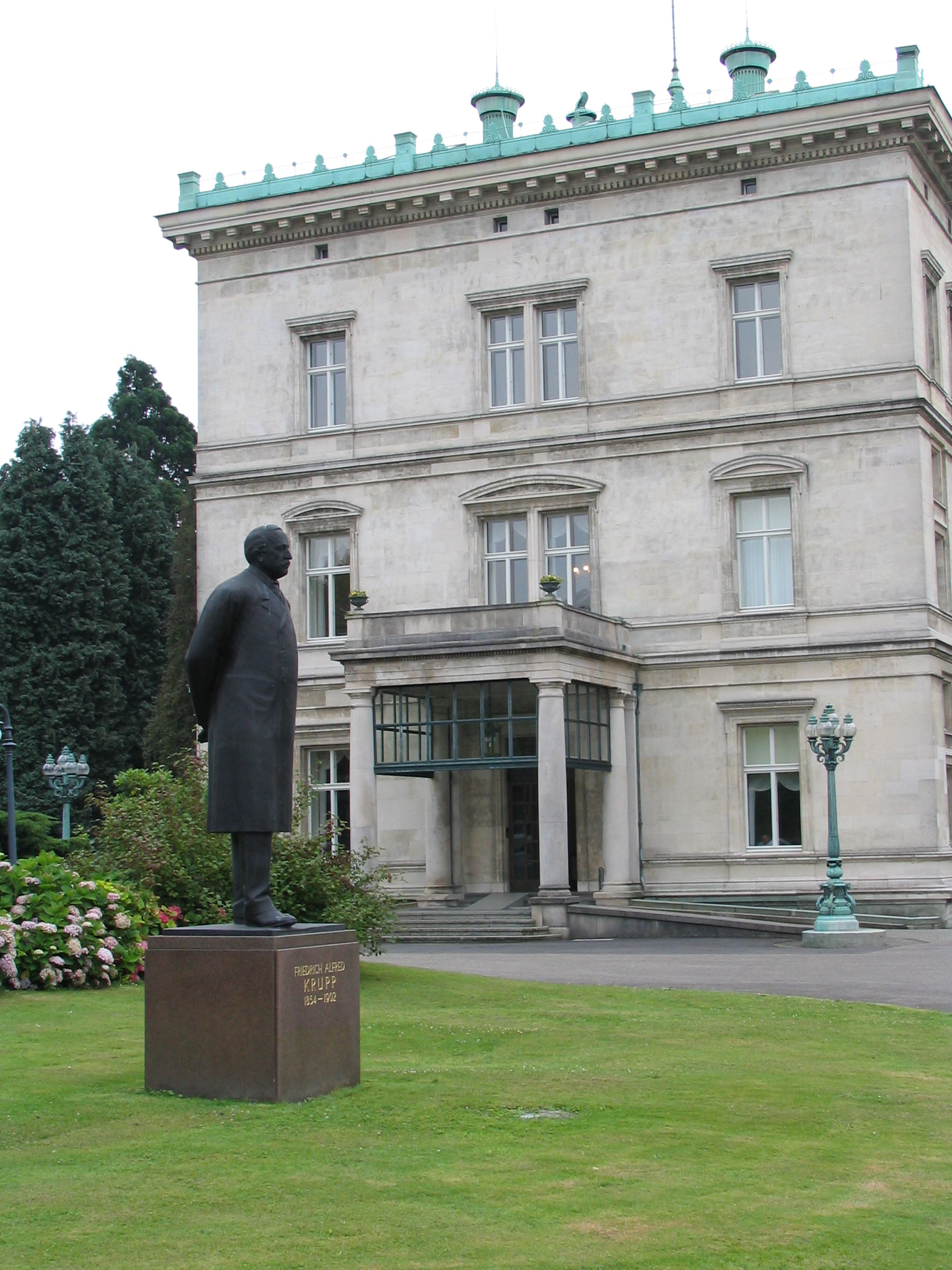
Statue de Friedrich Alfred Krupp devant le musée Krupp (à la Villa Hügel)

### L'héritage
Friedrich Alfred Krupp reçut une formation de lettres classiques au Lycée du Château d'Essen. Il fit de l'entreprise Krupp un groupe industriel de stature mondiale, qui aujourd'hui constitue le noyau de ThyssenKrupp. L'entreprise, renforcée par l'usine sidérurgique de Rheinhausen, produisait surtout pour le secteur de l'armement. En 1893, soutenu par le gouvernement allemand, il fusionne son empire avec celui de son principal concurrent Hermann Gruson.
Sous son mandat, le nombre d'ouvriers doubla pratiquement jusqu'à atteindre 45 000. Il multiplia les mesures paternalistes d'aide et de promotion de la condition de ses employés. Son engagement social était pour l'époque révolutionnaire, par exemple en ouvrant l'un des premiers villages de vacances, celui d'Altenhof (de) à Essen-Rüttenscheid. Les employés de la société pouvaient venir en vacances et habiter ces maisons d'architectes gratuitement, afin de rompre avec la grisaille de leur ville industrielle. Par l’achat d'autres entreprises comme les chantiers navals Germania de Kiel (1896-1902), il était en 1902 à la tête d'une entreprise forte de 70 000 ouvriers et salariés.
De 1893 à 1898, Friedrich Alfred Krupp fut député de la circonscription d’Essen au Reichstag. Il y siégeait avec les conservateurs. Il n'hésitait pas à faire pression sur les autorités allemandes pour obtenir des commandes de matériels militaires.
Friedrich Alfred Krupp épousa en 1882 Margarethe von Ende, fille du haut président August von Ende, qui lui donna deux filles, Bertha et Barbara (de).

### Le refuge de Capri

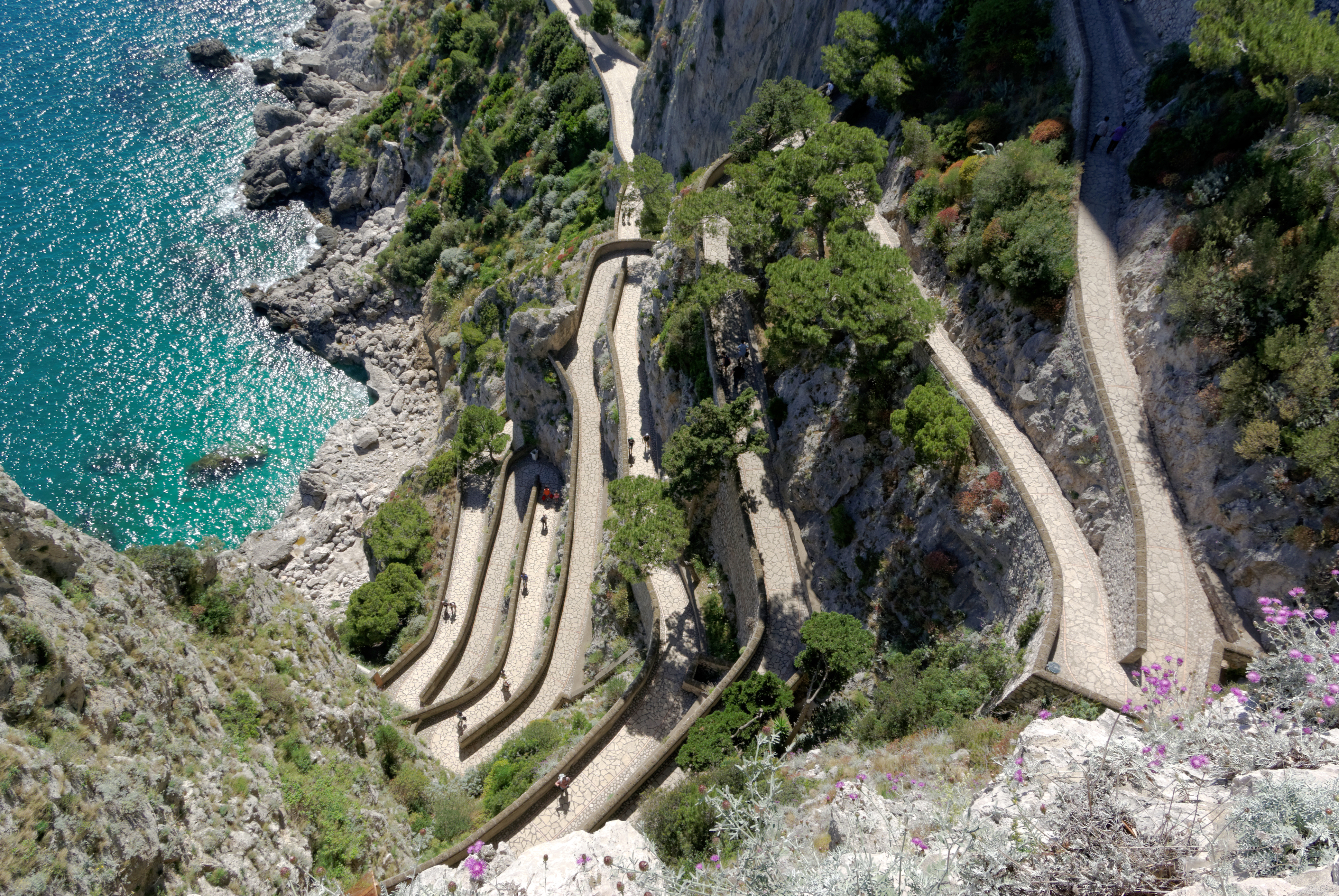
Via Krupp à Capri.

Krupp était un fervent adepte des séjours à Capri, où il passa les mois d'hiver de 1899 à 1902. Il y fit tracer un chemin escarpé au milieu des rochers, l'actuelle Via Krupp, devenue une curiosité touristique. La recherche océanographique était la principale activité du chevalier d'industrie à Capri : il a identifié plusieurs espèces vivant en Méditerranée. Il recevait dans son domaine des naturalistes aussi célèbres que Felix Anton Dohrn et Ignazio Cerio (en), et il possédait deux yachts à Capri, le Maja et le Puritan.

### Rumeurs et mort
Les soupçons de pédérastie envers Friedrich Alfred Krupp remontent à ses séjours à l'hôtel Bristol de Berlin. Ils ont été confirmés par le commissaire de police Hans von Tresckow, chargé de la surveillance des homosexuels.
À Capri, durant l’hiver 1901-1902, il s’était fait aménager une grotte près de Marina Piccola pour s’y recueillir et aussi pour y mener diverses festivités avec un cercle d’amis, la Congrega di Fra Felice. On ne sait s’il y a réellement organisé des orgies avec de jeunes amants, ou si cette accusation reflète un chantage,, dans le contexte des luttes politiques locales. Krupp découvrit ces rumeurs en juin 1902. Les 15 et 20 octobre 1902, le journal socialiste napolitain Propaganda le traitait de « dégénéré sexuel »,. Le 8 novembre, le journal catholique Augsburger Postzeitung dévoilait le scandale, sans citer de nom. Le 15 novembre, le journal social-démocrate Vorwärts désignait Krupp comme homosexuel, et soulignait qu'il était passible du paragraphe 175. Les exemplaires de ce numéro furent saisis, même chez les abonnés.
Peu après, le 22 novembre, Krupp mourait dans la villa Hügel d’Essen. On parla officiellement d’une hémorragie cérébrale ou d'une défaillance cardiaque, mais la rumeur d'un suicide se répandit. Lors de ses obsèques à Essen, le cortège funèbre fut suivi par Guillaume II : l'empereur accusa les socialistes d'avoir « assassiné » son ami.
Krupp avait demandé par testament que l’entreprise familiale soit transformée en société par actions, sa fille aînée Bertha héritant  toutes les actions.